# 中國人民政治協商會議全國委員會澳門地區委員
中國人民政治協商會議全國委員會澳門地區委員（簡稱澳區全國政協委員）是參加的咨詢機構——中國人民政治協商會議全國委員會（全國政協）的澳門居民。
不同於澳区全国人大代表系由选举产生，澳门地區全国政協委員和港區全國政協委員均由全國政協常委会协商决定。全国政协专设「特邀香港人士」及“特邀澳门人士”席位委任港澳籍人士，此外亦有部分屬於其他界別的澳门委員。

## 全国政协常委会组成人员中的澳區委員
中国人民政治协商会议全国委员会常务委员会（全國政協常委會），由全國政協主席、副主席、秘書長和常務委員組成，當中的澳區委員包括：

### 全國政協副主席
- 第八屆：馬萬祺
- 第九屆：馬萬祺
- 第十屆：馬萬祺
- 第十一屆：馬萬祺、何厚鏵（2010年3月13日增選）
- 第十二屆：何厚鏵

### 全国政协常务委员
- 第十二届：曹其真、楊俊文、廖澤雲、徐澤、顏延齡。

## 历届澳區全国政协委员

### 第十二届
第十二屆全國政協設「特邀澳門人士」29人。名单如下：
- 馬有禮
- 尤端陽
- 馮志強
- 許爽
- 許健康
- 蘇樹輝
- 楊俊文
- 吳小麗
- 吳立勝
- 吳培娟
- 何玉棠
- 何厚鏵
- 何猷龍
- 陳明金
- 林金城
- 歐安利
- 柯為湘
- 鍾小健
- 賀定一
- 徐澤
- 黃如楷
- 蕭德雄
- 曹其真
- 崔世昌
- 梁華
- 梁少培
- 廖澤雲
- 黎振強
- 顏延齡

### 第十三届
第十三屆全國政協仍設「特邀澳門人士」29人，名单如下：
馬有禮、盧偉碩、許健康、孫恩光、吳志良、吳培娟、何厚鏵、何潤生、何富強、何猷龍、張裕、張明星、張宗真、陳虹、陳明金、歐安利、周錦輝、柯嵐、鍾小健、賀定一、黃如楷、黃顯輝、蕭德雄、崔世昌、梁華、梁勵、梁少培、傅鐵生、廖澤雲。
同時，陳錦鳴以中華全國總工會名單、李佳鳴以中華全國婦女聯合會名單、梁樹森以中華全國歸國華僑聯合會名單、劉雅煌以經濟界名單、李向玉以教育界名單、溫能漢以新聞出版界名單，王正偉以社會福利和社會保障界名單、傅建國以特邀人士，成為新一屆全國政協澳區委員。

### 第十四届
第十四屆全國政協仍設「特邀澳門人士」29人，名单如下：
马志毅、叶兆佳、刘雅煌、阮建昆、李从正、李佳鸣（女）、吴士芳、吴志良、邱庭彪、何厚铧、何润生、何富强、何猷龙、何嘉伦、张明星、张宗真、陈华强、陈明金、陈季敏（女）、欧安利、罗奕龙、柯岚（女）、莫志伟、高锦辉、黄柳权、黄洁贞（女）、崔世昌、崔志涛、梁少培